# Roy Orbison's Many Moods
Roy Orbison's Many Moods è un album in studio del cantautore e chitarrista statunitense Roy Orbison, pubblicato nel 1969.

## Tracce
Side 1
1. Truly, Truly True – 2:29 (Mickey Newbury)
2. Unchained Melody – 3:38 (Alex North, Hy Zaret)
3. I Recommend Her – 2:47 (Larry Henley, Mark Mathis, Nolan Brown)
4. More – 2:17 (Riz Ortolani, Nino Oliviero; trad. Norman Newell)
5. Heartache – 3:14 (Roy Orbison, Bill Dees)
6. Amy – 2:12 (Dan Folger)

Side 2
1. Good Morning, Dear – 2:31 (Newbury)
2. What Now, My Love – 2:46 (Gilbert Bécaud, Pierre Delanoë, Carl Sigman)
3. Walk On – 2:55 (Orbison, Dees)
4. Yesterday's Child – 2:27 (Orbison, Dees)
5. Try to Remember – 2:41 (Tom Jones, Harvey Schmidt)